# Monte Pindo
A Monte Pindo egy kis területű hegység a spanyolországi Galiciában, A Coruña tartomány tengerpartja közelében. Hossza körlübeül 7, szélessége 4 km, legmagasabb pontja 627 méteres.

## Leírás
A közvetlenül a galiciai óceánpart közelében, Carnota és Mazaricos községek területén emelkedő hegység gránitból van. Területére a meredek hegyoldalak és a szaggatott felszínformák a jellemzők, ennek következtében pedig nemcsak falvak, de még a terület belsejébe vezető utak sincsenek itt. Fakitermelés is csak nagyon kis részén folyik, ezért területének nagy része szinte érintetlen természeti terület. Többhelyütt különleges sziklaalakzatokat formált ki a természet, ezeknek a helyi emberek fantázianeveket adtak, az egyik leghíresebb ilyen az úgynevezett O Guerreiro („a harcos”).

## Története
A hegység területén álló pedrullói (vagy casteliñói) San Xurxo-vár a 10. században épült Sisnando Menédez (II. Sisnando) püspök rendeletére a kalózok elleni védekezés céljából, majd a 12. században Rodrigo Pérez de Traba tulajdonába került és rablótanyává vált, ezért Diego Gelmírez (Xelmírez) érsek kiátkozta. A vár 1467-ben, az Irmandiño-felkelés során megsemmisült, teljes régészeti feltárását azóta sem végezték el.
A második világháború során volfrámbánya is üzemelt a hegyekben, a kitermelt fémet főként Németországnak adták el fegyvergyártás céljából.

## Élővilág
A hegység különlegessége, hogy kis területen igen sok ritka faj fordul elő: 8 növénykülönlegességéből kettőt (az Eryngium duriaei nevű iringó jurassianum alfaját és az Iris boissieri nevű nőszirmot) a kipusztulás fenyeget, míg hat a „sérülékeny” kategóriában található: a Linkagrostis juressi nevű perje, a Hymenophyllum tunbringense és a Dryopteris guanchica nevű páfrányok, a Ranunculus bupleuroides nevű boglárka, a portugál tölgy és a Sphagnum pylaesii nevű tőzegmoha.
A védett állatok közül négyet (az angol csupaszcsigát, a nagy hőscincért, az ibériai szalamandrát és a spanyol barnabékát) a Veszélyeztetett fajok galiciai katalógusa sérülékenynek sorolt be, nyolc pedig a Spanyolországi gerincesek vörös könyvében szerepel: a spanyol bordásgyík, a hegyesorrú sikló, a hegyi gyík, a barna kánya, a vörös vércse, a vándorsólyom, a vadmacska és a szürke farkas.

## Legendák
A hegységhez több legenda is kapcsolódik: már a 18. századból is van róluk említés, amikor Sarmiento atya naplót írt 1745-ös galiciai utazásáról: szerinte a Pindo név onnan ered, hogy a hegység hasonlít a görögországi Píndoszra. A területet „kelta Olimposznak” is nevezik, mivel a hagyomány úgy tartja, furcsa köveit a kelták formázták meg.
Uxío Carré Aldao író szerint nem csak egy, hanem két vár is állt a hegyekben: a San Xurxón kívül még Penafiel hegyen is volt egy. José Barreiro Barral azonban 1932-ben rámutatott: amik ott találhatók, azok nem vár, hanem egy falu maradványai.

## Turizmus
A különleges természeti környezet megcsodálását nehezíti, hogy a hegységben hiányoznak a kiépített utak. Érdekes látnivalót jelent néhány régi, használható állapotba felújított malom, amelyek működését be is mutatják a látogatóknak. Egy San Cibrán nevű elhagyott faluban turistaszállásokat alakítottak ki.

## Képek

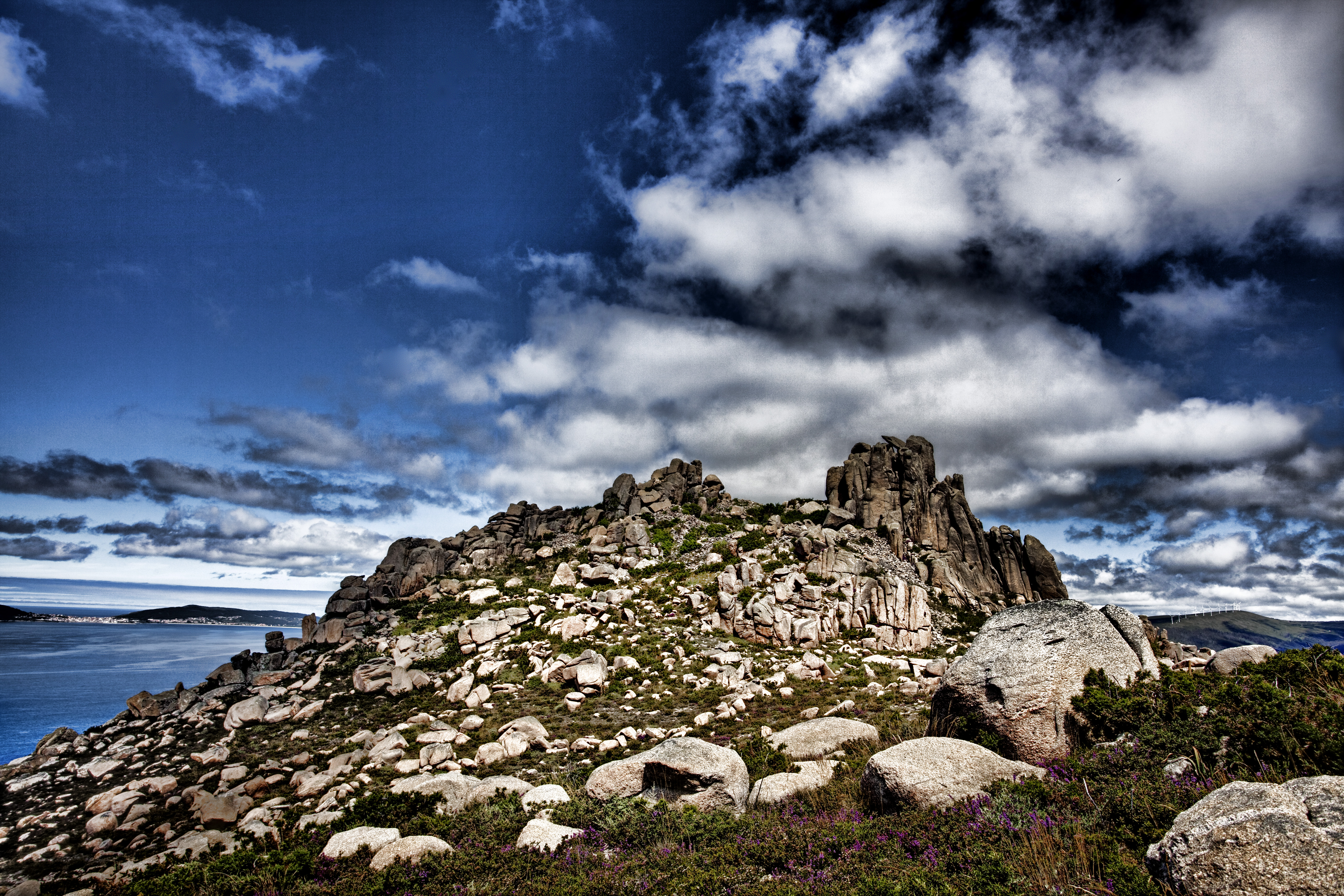
A San Xurxo-vár romjai
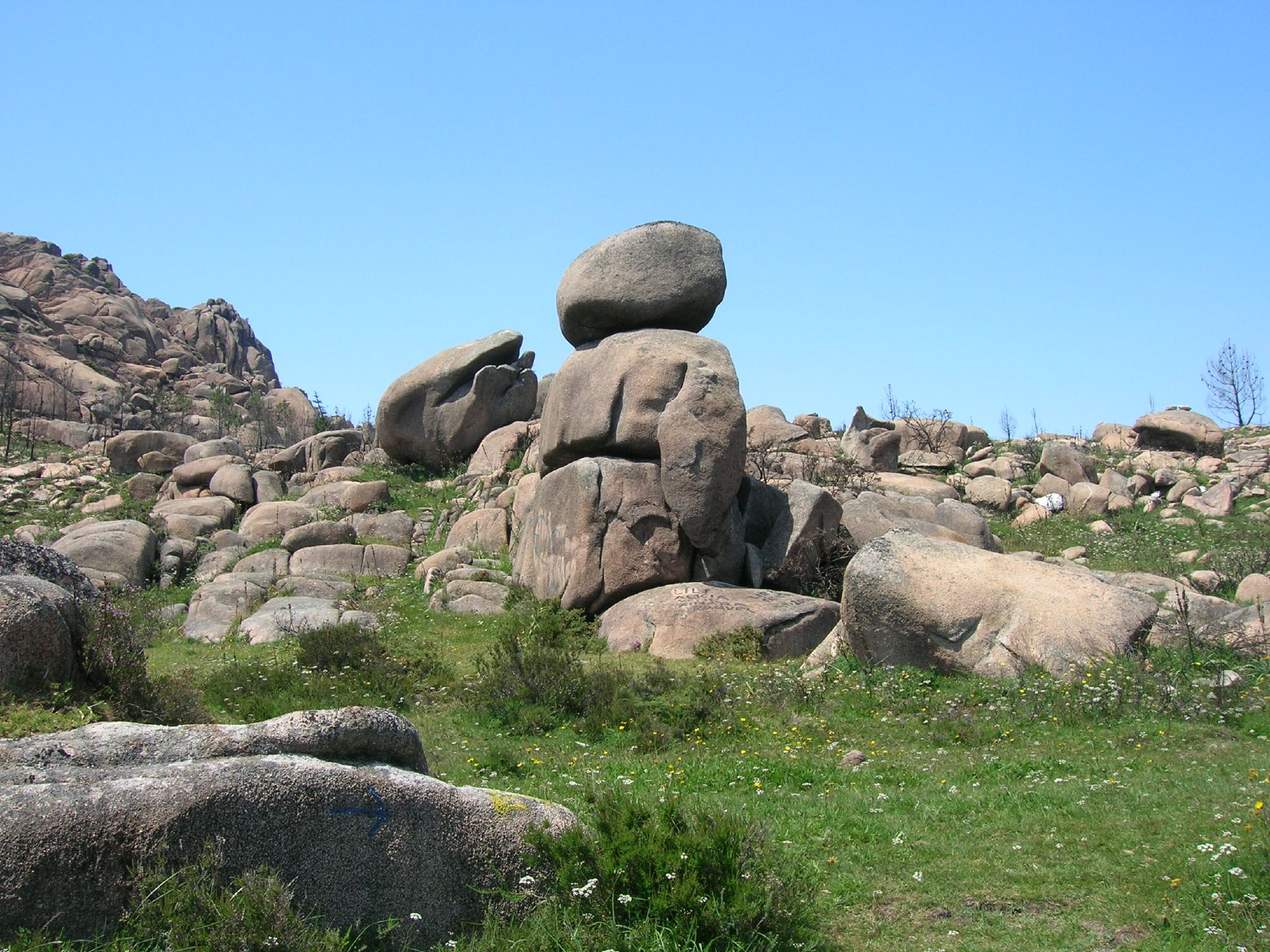
Az O Guerreiro („a harcos”) nevű sziklaképződmény
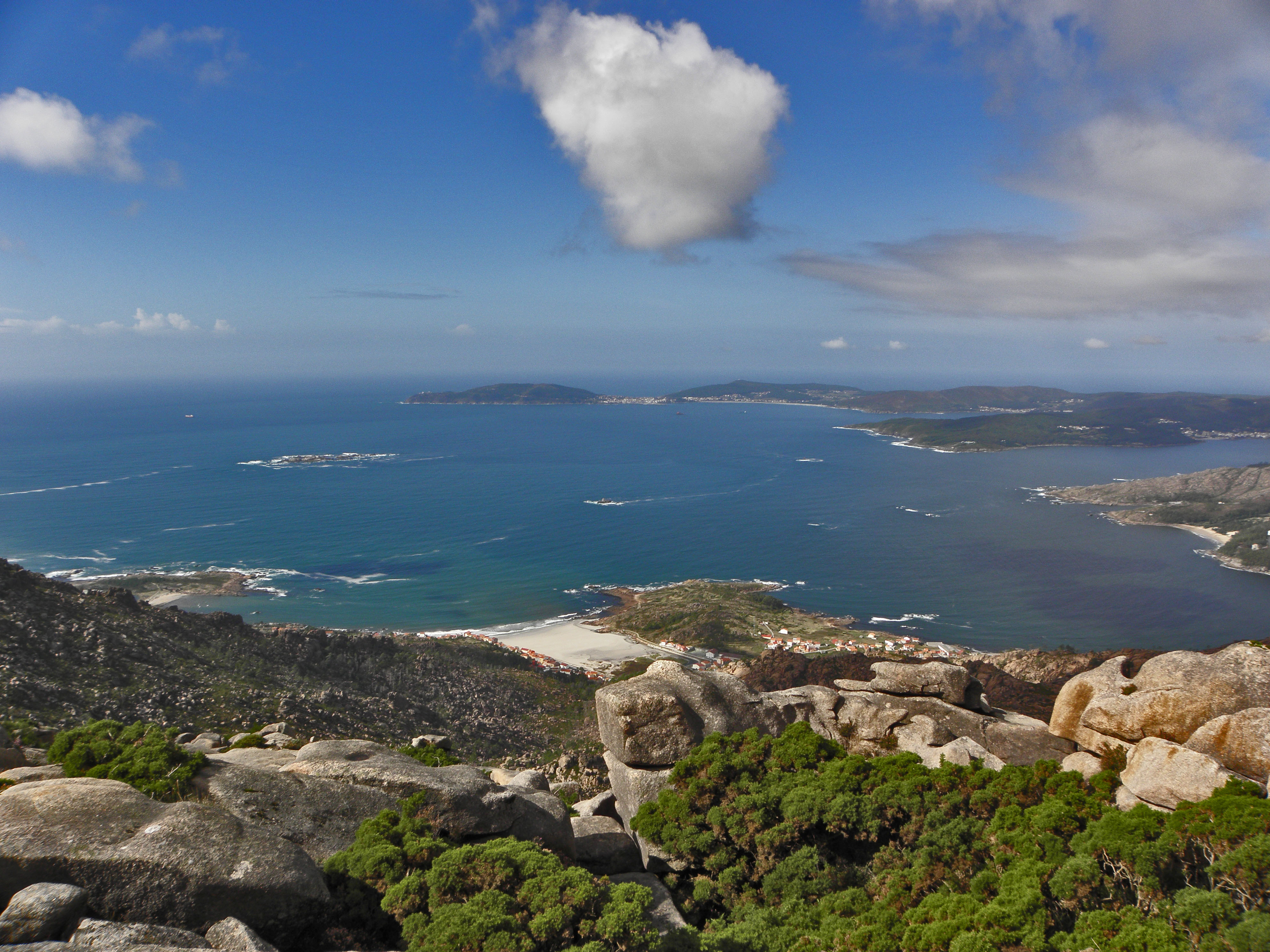
Kilátás az óceán irányába
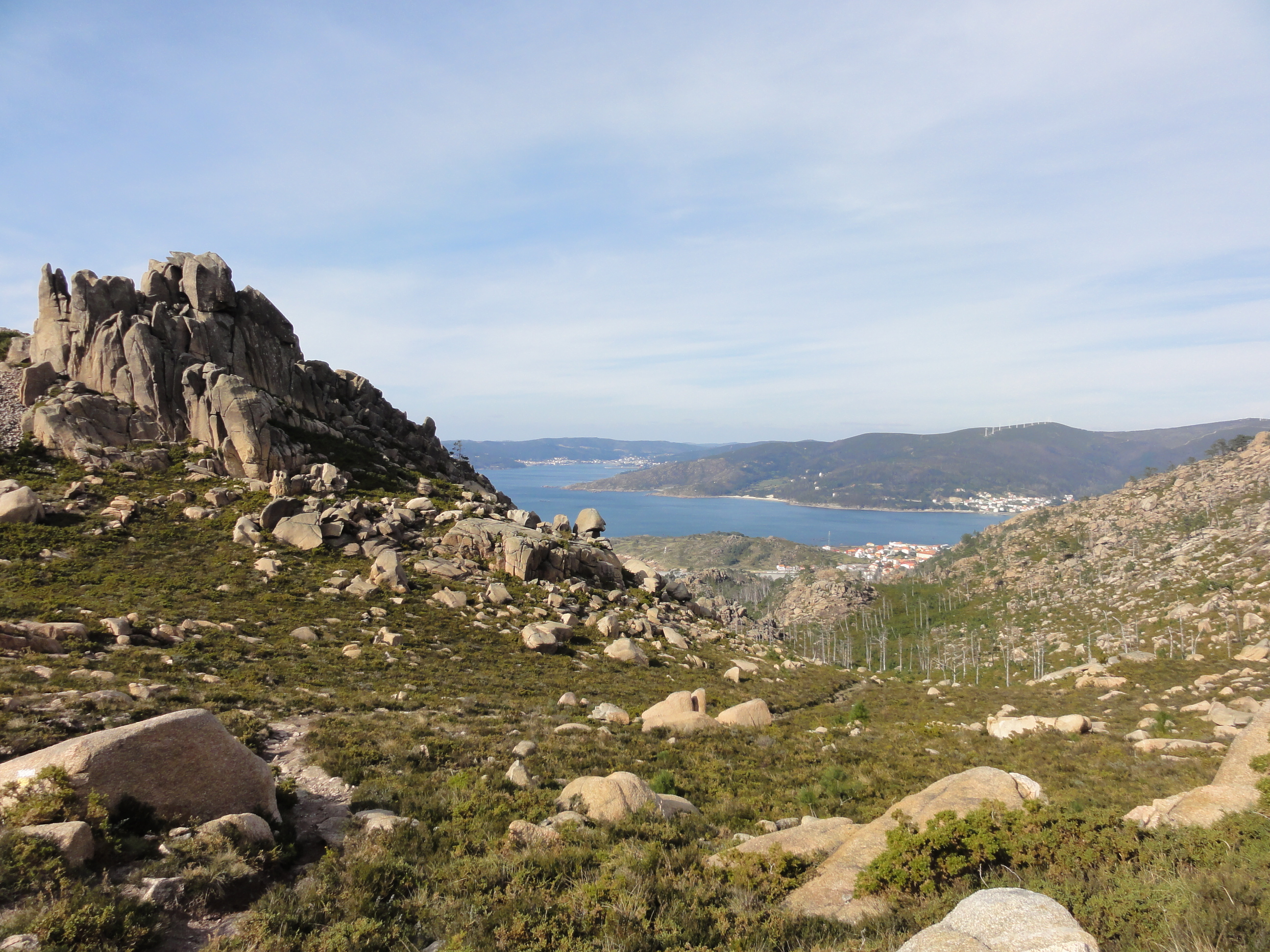
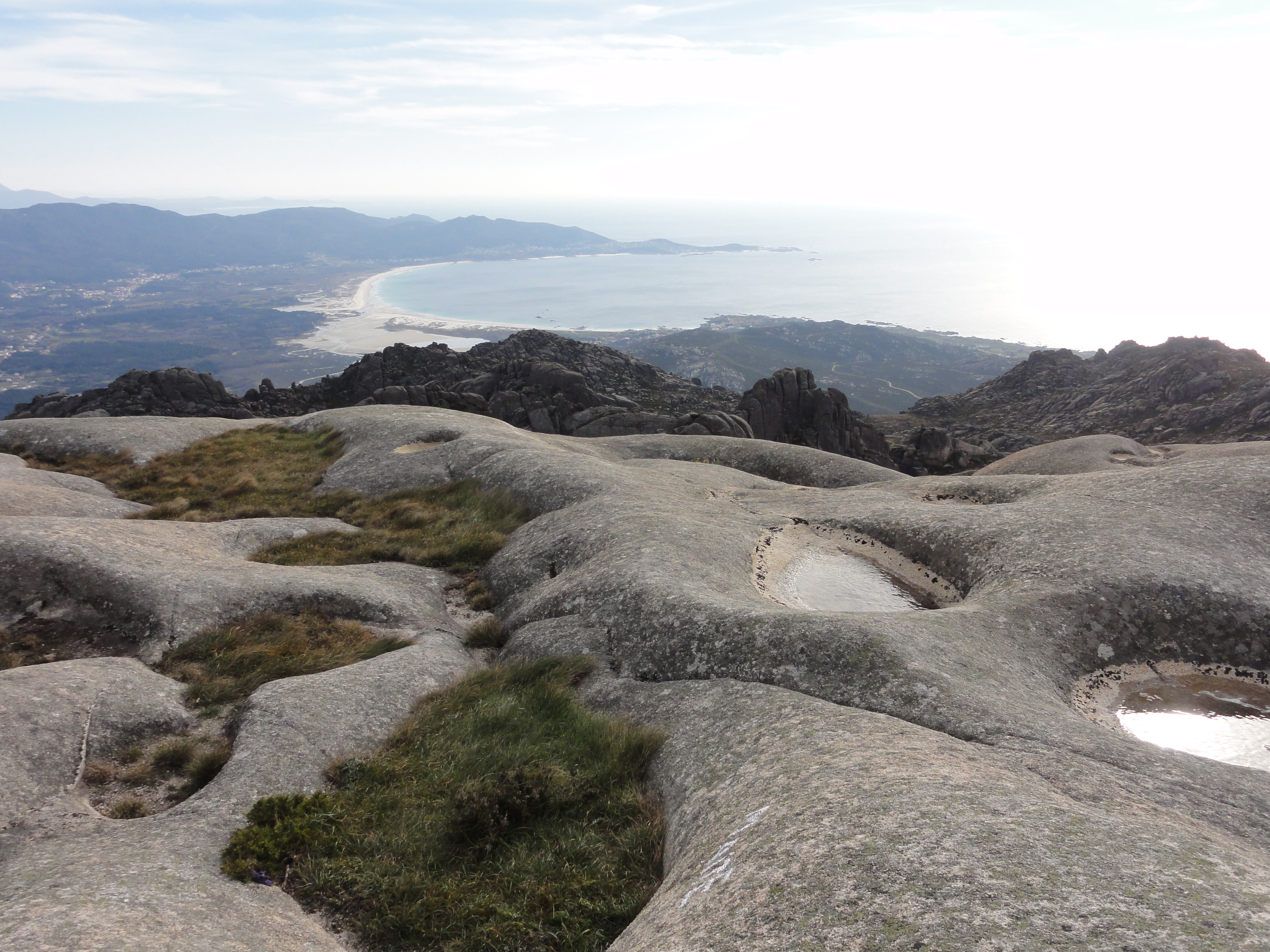
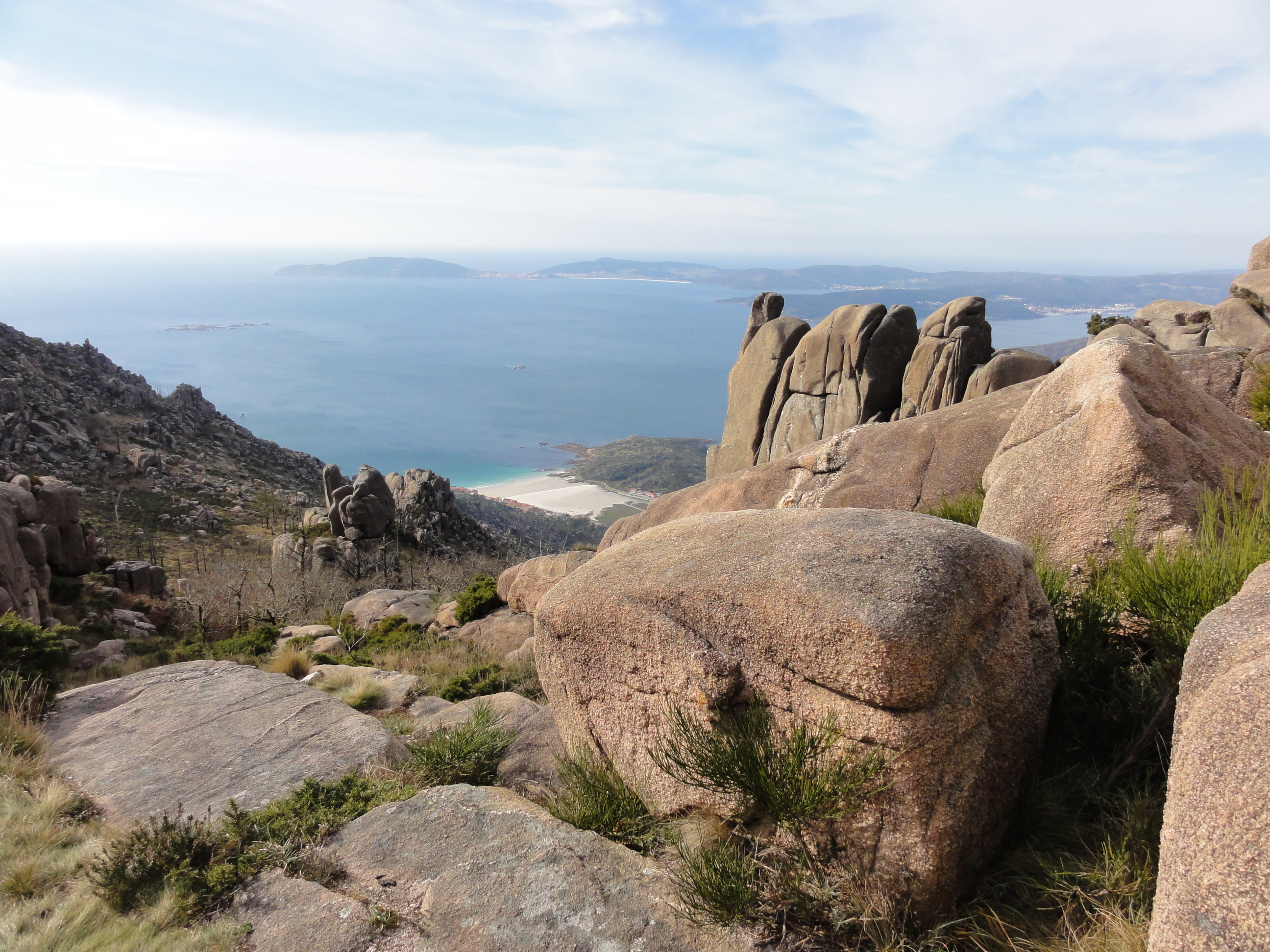